# Taigei (lớp tàu ngầm)
Tàu ngầm lớp Taigei (tiếng Nhật: たいげい,大鯨) hay 29SS là loại tàu ngầm điện-diesel do Mitsubishi Heavy Industries và Kawasaki Heavy Industries hợp tác chế tạo Lực lượng Phòng vệ trên biển Nhật Bản (JMSDF). Taigei là lớp kế thừa của các tàu lớp Sōryū. Lớp Taigei được trang bị pin lithium-ion thay cho pin axit-chì, giống như trường hợp của các tàu SS-511 Ōryū và SS-512 Toryū thuộc lớp Sōryū, cho phép tàu có thể ở dưới nước lâu hơn so với các tàu ngầm diesel-điện thông thường. Chi phí đóng mới của một tàu ngầm lớp Taigei ước tính khoảng 69,7 tỷ  ¥ (tương đương 639 triệu USD).

## Quy ước đặt tên
Các tàu ngầm của Nhật Bản kể từ sau Chiến tranh thế giới thứ hai đều được đặt tên theo các dòng hải lưu. Năm 2009, JMSDF đã tiến hành thay đổi quy ước đặt tên, các lớp tàu ngầm mới sẽ được đặt tên theo các sinh vật thần thoại. Taigei có nghĩa là Cá voi vĩ đại trong tiếng Nhật và có chung tên với một tàu tiếp liệu tàu ngầm thuộc Hải quân Đế quốc Nhật (IJN) trong Chiến tranh thế giới thứ hai.

## Lịch sử phát triển
Năm 2004, một đánh giá về các hệ thống tàu ngầm thế hệ mới dựa trên các tính năng cơ bản đã được JMSDF thực hiện. Việc phát triển tàu ngầm lớp Taigei của Nhật Bản được tiến hành đồng thời và tổng hợp bởi nhiều nghiên cứu trong các lĩnh vực khác nhau nhằm có được các cấu phần tàu với tính năng vượt trội để đưa vào hoạt động trong những năm 2020 và sau đó.
Các nhà nghiên cứu Nhật sử dụng các công nghệ mô phỏng để tối ưu hóa thiết kế và phân tích hiệu quả; theo tiến độ, khảo sát được thực hiện từ năm 2005-2008, thử nghiệm nội bộ - từ năm 2007-2009, các tàu ngầm sẽ được ra mắt vào những năm 2020, với tổng kinh phí 800 triệu yên.
Năm 2005, nghiên cứu hệ thống sonar và động cơ đẩy không phụ thuộc không khí (Air-independent propulsion - AIP) đã được bắt đầu với mục tiêu phát triển một mảng sonar mới theo hướng giảm trọng lượng, tiết kiệm năng lượng cũng như nâng cao độ yên lặng và giảm khả năng bị phát hiện; phát triển hệ thống AIP mới để nâng cao tính bền vững dưới nước, cho phép mở rộng phạm vi hoạt động, bao gồm cả các vùng nước nông.
Nghiên cứu các hệ thống sonar và AIP được thực hiện từ 2006-2008 và thử nghiệm từ 2008-2009 với tổng kinh phí 4 tỷ yên.
Năm 2006, một đánh giá về chống phát hiện/chống va chạm liên quan đến hình dạng chân vịt, thân tàu và cấu trúc tàu nhằm giảm tiếng ồn và chống va đập, đã được thực hiện.
Các chuyên gia khuyến nghị sử dụng cấu trúc sàn nổi - các tấm ván sàn được gắn vào lớp vỏ bên trong thông qua cơ cấu đệm để ngăn rung động bên trong tàu ra ngoài và bảo vệ chống va đập từ bên ngoài tàu ngầm. Với kinh phí 400 triệu yên, một nguyên mẫu được phát triển từ năm 2007-2011 và thử nghiệm từ năm 2010-2014.
Năm 2009, các nghiên cứu về hệ thống phát điện của ống thở và hệ thống sonar đã được đánh giá.
Với yêu cầu nhỏ gọn hơn, yên tĩnh hơn và tạo ra lượng điện cao hơn để nâng cao khả năng hoạt động, khả năng sống sót và khả năng tàng hình của tàu, các hệ thống phát điện tiềm năng đã được thử nghiệm, bao gồm động cơ diesel MTU 16V396SE được sử dụng trên tàu ngầm Type 212 và động cơ diesel SEMT Pielstick PA4V200SM, tuy nhiên, cả hai động cơ không đáp ứng được công suất và do đó, việc phát triển một hệ thống phát điện mới đã được triển khai.
1,3 tỷ yên đã được phân bổ để phát triển nguyên mẫu động cơ điện ống thở từ năm 2010-2014 và thử nghiệm từ năm 2014-2015. 4,9 tỷ yên được chi cho việc phát triển nguyên mẫu hệ thống sonar với mục tiêu nâng cao khả năng phát hiện và xử lý thông tin nhằm cải thiện khả năng tác chiến và khả năng hoạt động ở các vùng nước nông từ năm 2010-2013, và thử nghiệm từ năm 2013-2014.
Để phục vụ cho cả tàu ngầm và tàu mặt nước hoạt động trong các môi trường biển đa dạng và phức tạp trong những năm 2030, việc phát triển một hệ thống sonar mới được thực hiện từ năm 2017-2020, thử nghiệm vào năm 2020 với kinh phí 5,1 tỷ yên.
Thông thường, khi bổ sung thiết bị mới vào thiết kế tàu ngầm hiện có giải pháp là mở rộng chiều dài khoang của tàu ngầm, làm tăng kích thước, vật tư và giá cả.
Mục tiêu của dự án nghiên cứu kết cấu tàu ngầm bắt đầu từ 2012 là giảm kích thước và giá cả bằng cách tối ưu hóa dạng cấu trúc của lớp vỏ chịu áp lực của tàu ngầm và thu thập dữ liệu kỹ thuật để phát triển tàu ngầm trong tương lai. Một nguyên mẫu đã được phát triển từ năm 2013-2015 và thử nghiệm nội bộ từ năm 2014-2015 với kinh phí 1,1 tỷ yên.
Năm 2016, công trình nghiên cứu thiết kế thân tàu mới và công nghệ để giảm tiếng ồn chất lỏng giao thoa từ thân tàu và động cơ đẩy và giảm các thành phần tiếng ồn tần số thấp gây ra bởi sự giao thoa tạo ra giữa dòng chảy xung quanh thân tàu và động cơ đẩy và hệ thống sonar mới, đã được tổng kết.
Tổng cộng 1,2 tỷ yên đã được sử dụng để nghiên cứu hệ thống mới thiết kế thân tàu; năm 2017, nghiên cứu về hệ thống truyền động ít ồn cũng đã được nghiệm thu.
Hệ thống truyền động yên lặng được nghiên cứu từ năm 2018-2021 sẽ được thử nghiệm từ năm 2021-2022 với kinh phí phân bổ 5,7 tỷ yên.
Dự án với kinh phí đầu tư 4,4 tỷ yên để tạo mẫu hệ thống cung cấp và lưu trữ điện năng hiệu quả cao theo hướng thu nhỏ hệ thống cung cấp điện, tăng công suất và dung lượng của hệ thống lưu trữ điện kéo dài từ năm 2019-2022 và thử nghiệm để mô phỏng việc lắp đặt trên tàu ngầm sẽ diễn ra vào năm 2023.

## Thiết kế
Lớp Taigei trước đây có tên gọi là lớp 29SS, được đặt theo năm Heisei thứ 29 thuộc triều đại Thiên hoàng Akihito ở Nhật Bản, tương ứng với năm 2017 trong lịch Gregorious. Tàu ngầm JS Taigei SS 513 là tàu ngầm tấn công sử dụng động cơ diesel/điện đầu tiên của lớp Taigei, sẽ thay thế các tàu ngầm lớp Soryu.
Tàu ngầm mới vẫn giữ nguyên cấu hình chung của vỏ tàu ngầm lớp Soryu, nhưng nặng hơn 100 tấn và có một số thay đổi về thiết kế. Taigei sử dụng pin lithium-ion thay vì 4V-275R Mk, có thể ở dưới nước lâu hơn.
Nhật Bản đã nghiên cứu sử dụng pin lithium-ion cho tàu ngầm từ đầu những năm 2000 và hiện là quốc gia duy nhất có tàu ngầm hoạt động bằng pin lithium-ion. Hải quân Nhật Bản có kế hoạch trang bị 7 tàu ngầm lớp này.
Ưu điểm của pin lithium-ion là yêu cầu thấp hơn về bảo dưỡng và có khả năng chịu đựng tốc độ cao lâu hơn khi lặn so với axit-chì. Chúng cũng có thời gian sạc nhanh hơn, tuổi thọ dài hơn và đơn giản hơn trong việc thiết kế hệ thống điện tử.
Mặc dù vậy, pin lithium-ion và hệ thống đi kèm rất đắt đỏ, ước tính đơn giá cho 2 chiếc tàu ngầm Soryu cuối cùng cao hơn 100 triệu USD so với những con tàu sử dụng pin axít-chì. Bên cạnh đó, lithium-ion cũng có nguy cơ cháy nổ cao hơn, nhưng điều này không phải vấn đề với quốc gia có nền khoa học công nghệ và kỹ thuật tiên tiến như Nhật Bản.
Khả năng của hệ thống sonar và chỉ huy chiến đấu của Taigei đã được nâng cao, cũng như việc sử dụng các vật liệu mới hấp thụ âm thanh và cấu trúc sàn nổi làm cho nó yên lặng hơn; hệ thống ống thở được cải tiến để giảm dấu hiệu bị phát hiện, giảm đáng kể lực cản thủy lực.
Nó cũng được trang bị các thiết bị đối phó ngư lôi (Torpedo Counter Measures - TCM) - phóng mồi nhử để nâng cao khả năng sống sót. Taigei có lượng choán nước tiêu chuẩn khoảng 3000 tấn, chiều dài thân tàu 84m, chiều rộng 9,1m, mớn nước 10,4m, thủy thủ đoàn - 70 người.

## Hệ thống điện tử
Lớp Taigei được trang bị hệ thống định hướng chiến đấu ZQX-12 (TDS) tích hợp hệ thống máy tính điều khiển OYX-1 do Nhật tự sản xuất trong nước. Thông tin thu nhận được ccac1c hệ thống cảm biến của tàu sẽ được tập trung vào hệ thống. Sau đó, với khả năng tính toán siêu tốc, OYX-1 sẽ tự động đánh giá mối đe dọa, ưu tiên mục tiêu, lập kế hoạch và lựa chọn loại vũ khí để tiêu diệt. Hệ thống ZQX-12 được thiết kế dưới dạng các module mở cho phép tạo sự linh hoạt cao trong hoạt động tác chiến và dễ dàng tiến hành các công tác sửa đổi và nâng cấp trong tương lai.
Cảm biến chính của tàu là hệ thống định vị thủy âm đa chức năng Hughes/Oki ZQQ-8, được bố trí ở mũi, hai bên mạn và đuôi tàu. Các sonar chủ động của ZQQ-8 sẽ phát ra một xung âm thanh thăm dò, xung này sẽ dội ngược lại khi nó tiếp xúc với một bề mặt rắn; tín hiệu phản xạ trở lại hay còn gọi là “tiếng dội” sẽ được mạng biến năng của sonar thu nhận và chuyển tới thiết bị xử lý tín hiệu để đánh giá. Sonar chủ động có thể xác định rõ các đường bao của vật thể; nó cũng có thể xác định cự ly, hướng và tốc độ bằng cách đo quãng thời gian từ khi xung phát đi và tín hiệu phản xạ về. Một mảng kéo thụ động để phát hiện các đối tượng phía sau. Phần sonar dạng mảng kéo sẽ thu và giám sát các âm thanh từ các tàu ngầm và tàu mặt nước; những tín hiệu âm thanh này có thể bao gồm âm thanh do động cơ tàu, tiếng rô to, tiếng nổ, tiếng va chạm hoặc thậm chí tiếng rơi của vật nặng lên boong tàu. 
Radar định vị nhận dạng và theo dõi mục tiêu mặt nước ZPS-6H cho phép phát hiện các loại trực thăng và máy bay săn ngầm cũng như các tàu tuần duyên của đối phương, hệ thống tác chiến điện tử ZLR-3-6 chống gây nhiễu. Hệ thống phóng mồi bẫy đánh lừa vũ khí dẫn đường âm thanh. Bản thân tàu ngầm có một lớp vỏ làm bằng chất liệu phản xa âm thanh để giảm bớt tiếng ồn mà tàu gây ra cũng như ngăn các hệ thống sonar của đối phương phát hiện.

## Hệ thống vũ khí
Vũ khí của Soryu bao gồm 6 ống phóng ngư lôi HU-606 21 (533mm) có thể phóng ngư lôi Type 89 và tên lửa chống hạm Harpoon. Một số nguồn tin không chính thức cho biết các tàu lớp Taigei có thể mang tổng cộng 30 ngư lôi và tên lửa thay vì 20 như các lớp tàu trước đây của JMSDF.
Type 89 là ngư lôi do Mitsubishi Heavy Industries sản xuất, dẫn đường bằng dây với hai chế độ chủ động và thụ động, được gắn đầu đạn nặng 295kg. Type 89 có tầm bắn tối đa là 27 hải lý và có thể hoạt động ở độ sau tối đa 900m.
A/U/RGM-84 Harpoon là hệ thống tên lửa chống hạm hoạt động trong mọi thời tiết với hệ thống dẫn đường bằng radar chủ động, thiết kế đầu đạn, quỹ đạo hành trình tầm thấp và các thao tác lướt trên mặt biển … đảm bảo khả năng sống sót cao. Tên lửa này có khả năng phóng từ tàu nổi, tàu ngầm, bờ biển hoặc máy bay với tầm bắn tối đa 300km.

## Hệ thống truyền động
Taigei được trang bị hệ thống động cơ diesel-điện. Hai động cơ diesel loại Kawasaki 12V 25/25 SB và bốn động cơ Kawasaki Kockums V4-275R Stirling cung cấp tổng công suất đầu ra là 2.900kW khi nổi và 6.000kW khi chìm.
Soryu là tàu ngầm đầu tiên của JMSDF được trang bị động cơ Stirling do hãng Kockums có trụ sở tại Thụy Điển sản xuất.
Stirling là động cơ đốt ngoài không ồn và không rung. Hệ thống đẩy không phụ thuộc không khí Kockums Stirling trên tàu giúp giảm nhu cầu sạc pin thường xuyên và tăng sức chịu đựng khi lặn của tàu ngầm.
Động cơ đẩy điện truyền động một cánh quạt thông qua một trục duy nhất. Tàu ngầm còn được lắp thêm bánh lái X nhằm mang lại khả năng cơ động cao cho tàu ngầm khi hoạt động rất gần đáy biển. Cấu hình bánh lái X ban đầu được Kockums phát triển cho lớp Gotland của Thụy Điển. Hệ thống đẩy cung cấp tốc độ tối đa là 20k.
Điểm nổi bật nhất của lớp tàu Soryu đó là hệ thống động cơ. Tốc độ tối đa của tàu Soryu là 13 hải lý/giờ khi ở trên mặt biển và 20 hải lý/giờ khi đã lặn xuống, tất cả là nhờ 12 động cơ diesel Kawasaki 12V 25S và một động cơ mô tơ do Toshiba sản xuất. Ngoài ra, để tăng cường khả năng hoạt động bí mật, tàu cũng sử dụng 4động cơ không khí tuần hoàn độc lập (AIP) Stirling V4-275R được KHI lắp ráp trong nước theo giấy phép của Thụy Điển.
Khác với các tàu ngầm thông thường khách chỉ có thể hoạt động dưới nước 3 ngày thì phải nổi lên mặt nước, tàu ngầm Soryu có thể lặn liên tục ít nhất 15 ngày. Nếu lặn với tốc độ 4 hải lý/giờ thì có thể chạy liên tục 3 tuần.

## Hoạt động
Tàu đầu tiên thuộc lớp Taigei  sẽ được chuyển đổi thành tàu ngầm thử nghiệm. Lý do của sự thay đổi là do nhu cầu có được một tàu ngầm thử nghiệm chuyên dụng thay vì tách một tàu ngầm thông thường khỏi các hoạt động trực chiến của nó để tiến hành các thí nghiệm.
Bằng cách đó, JMSDF có thể tăng ngày giờ hoạt động và tăng cường hoạt động giám sát đối với các tàu ngầm tấn công của họ trong khi tàu ngầm chuyên trách thử nghiệm sẽ giúp đẩy nhanh quá trình nghiên cứu và phát triển.